# Drapeaux des unités administratives de la dynastie Nguyen

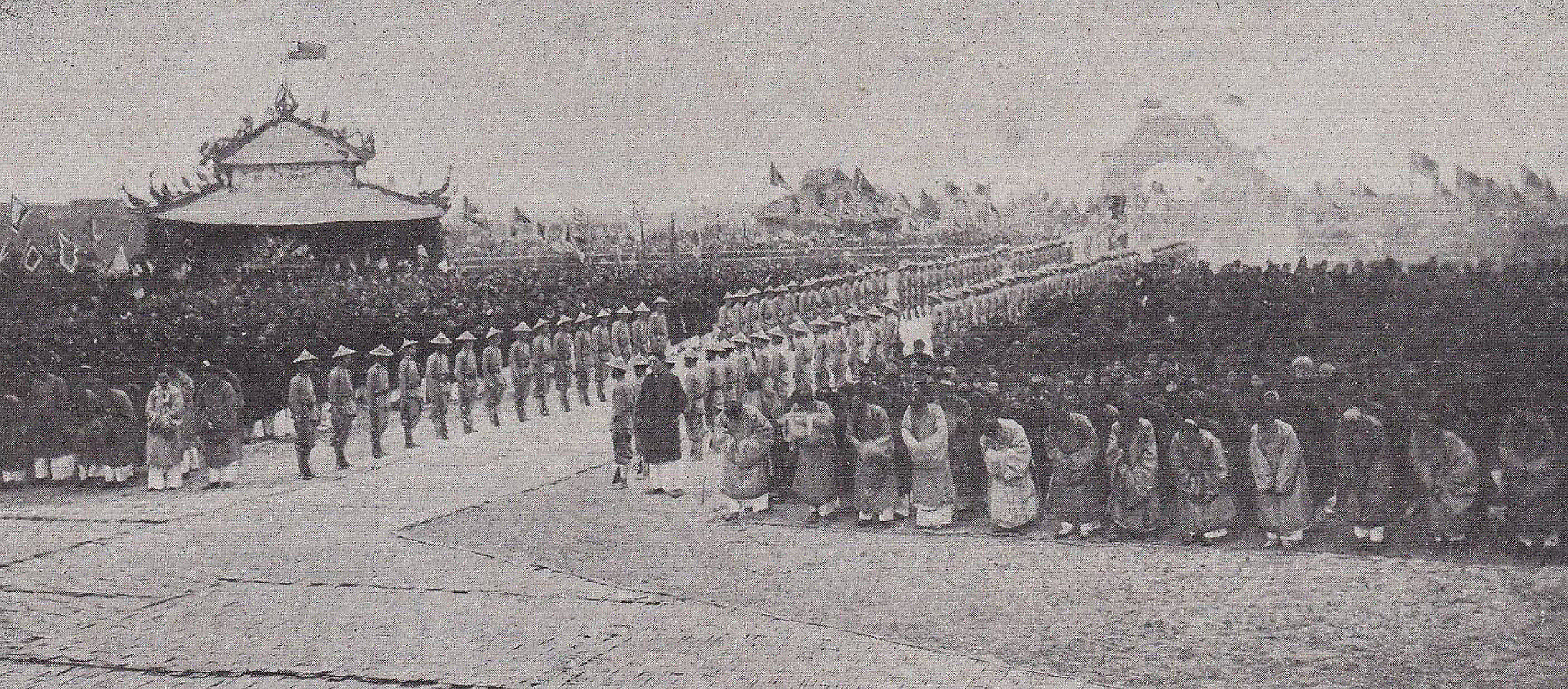
Sa Majesté Bao-Daï fit le pèlerinage aux Tombeaux des ancêtres de la Dynastie à Thanh-Hóa le 17e jour du 10e mois (4 novembre 1932).

Les drapeaux des unités administratives de la dynastie Nguyen ont été utilisés depuis environ 1868 à 1885, avec des taux de 2:2.

## Provinces royales

Thua Thien (Thừa Thiên phủ, 承天府)
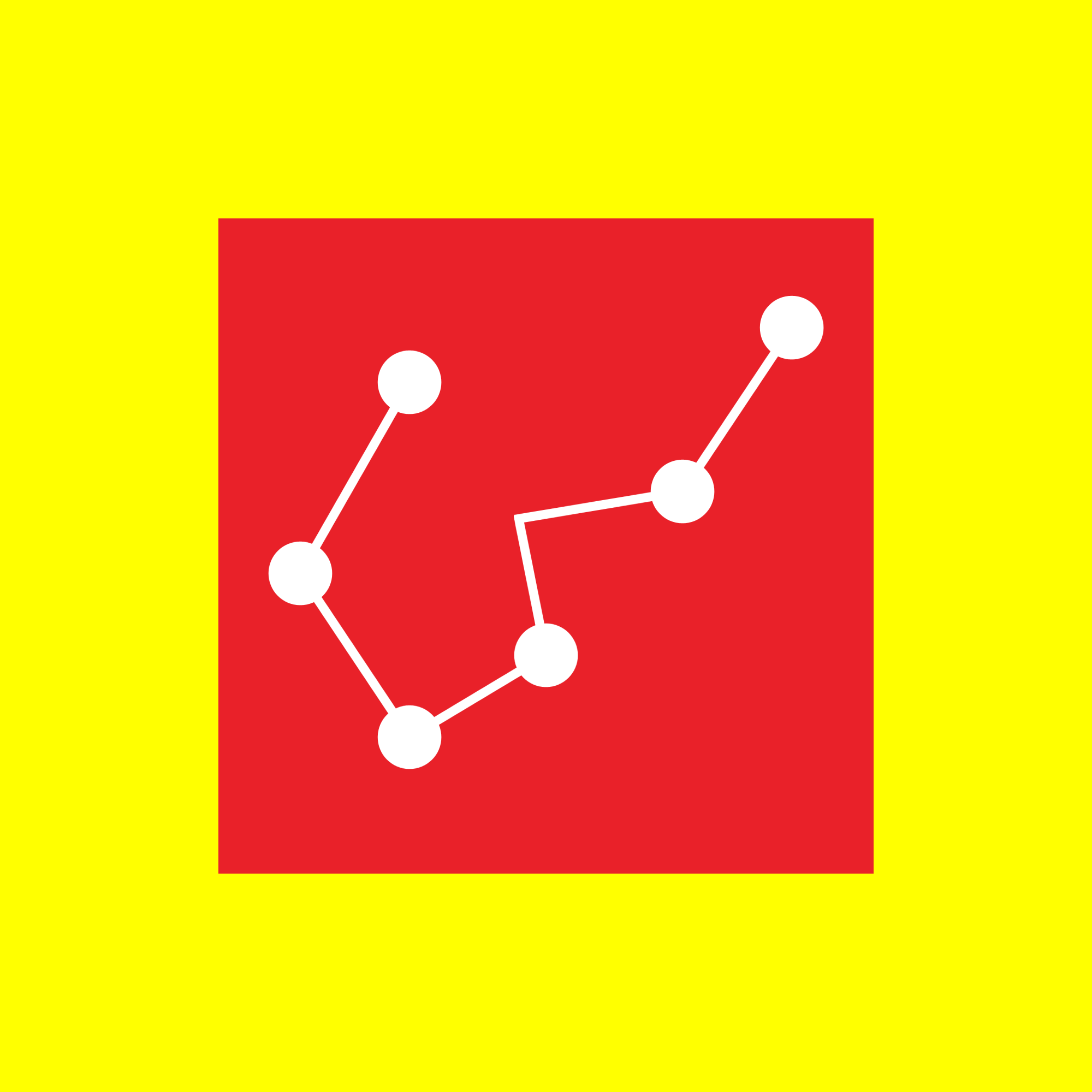
Quang Tri (Quảng Trị tỉnh, 廣治省)
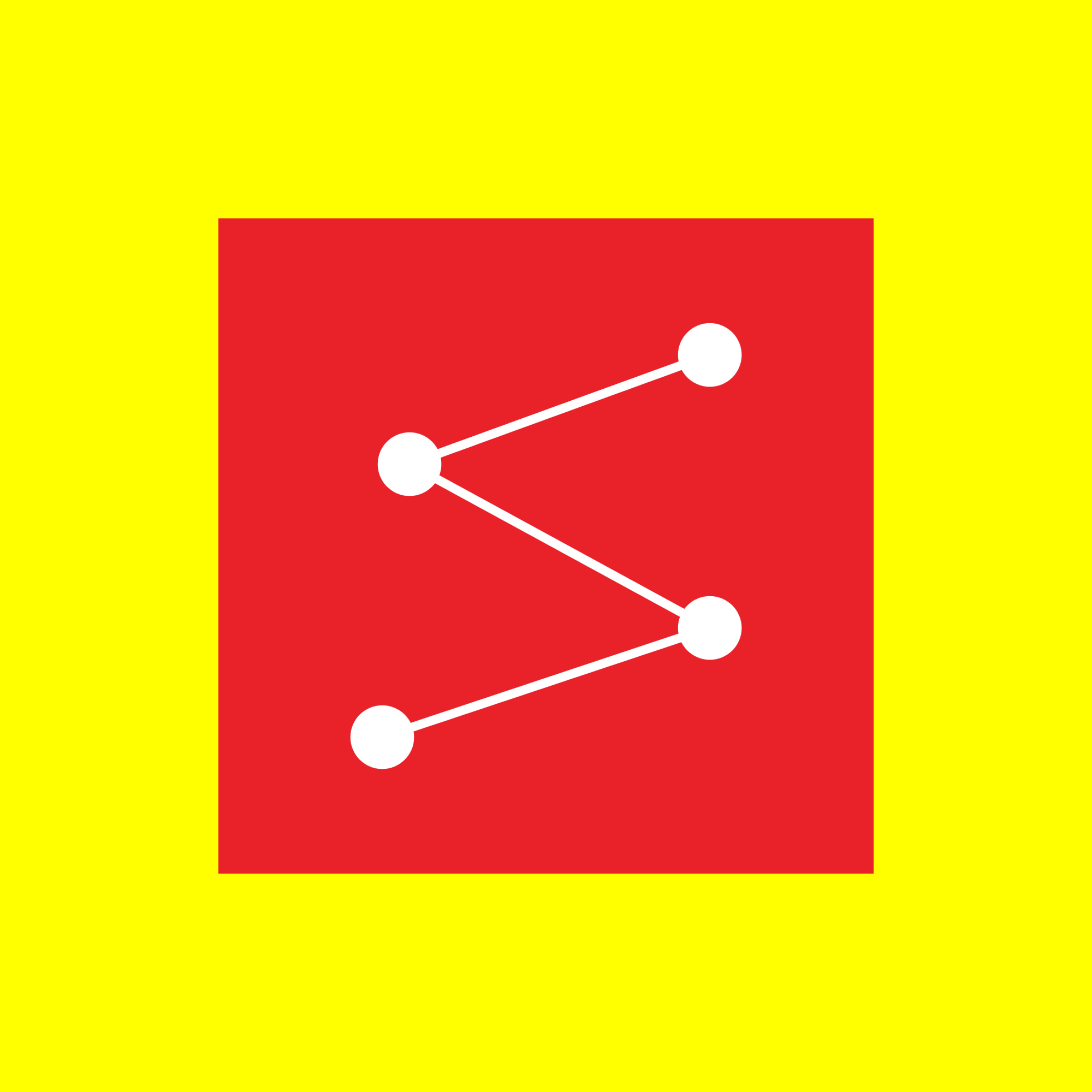
Quang Binh (Quảng Bình tỉnh, 廣平省)
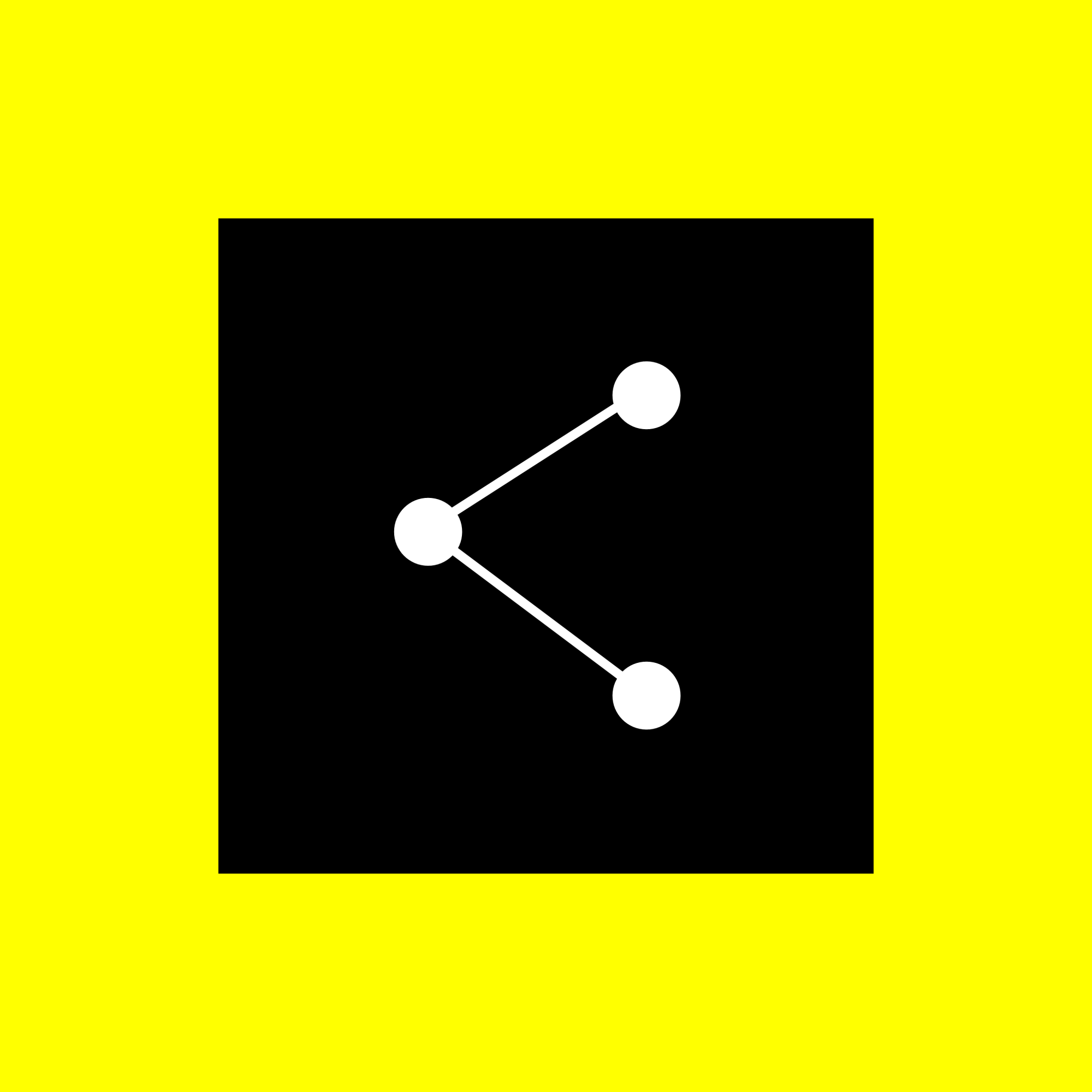
Quang Nam (Quảng Nam tỉnh, 廣南省)
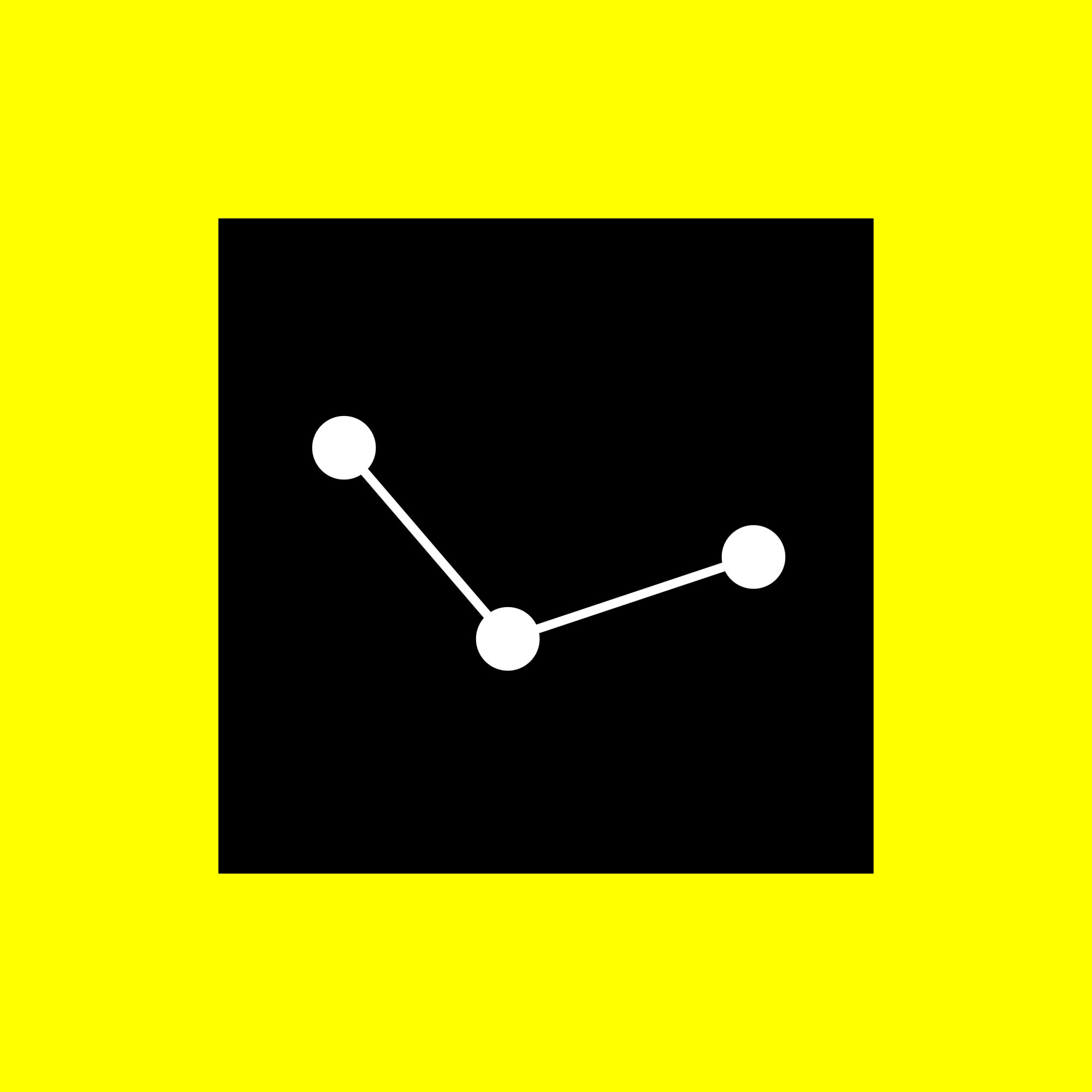
Quang Ngai (Quảng Ngãi tỉnh, 廣義省)

## Provinces de la région du Nord

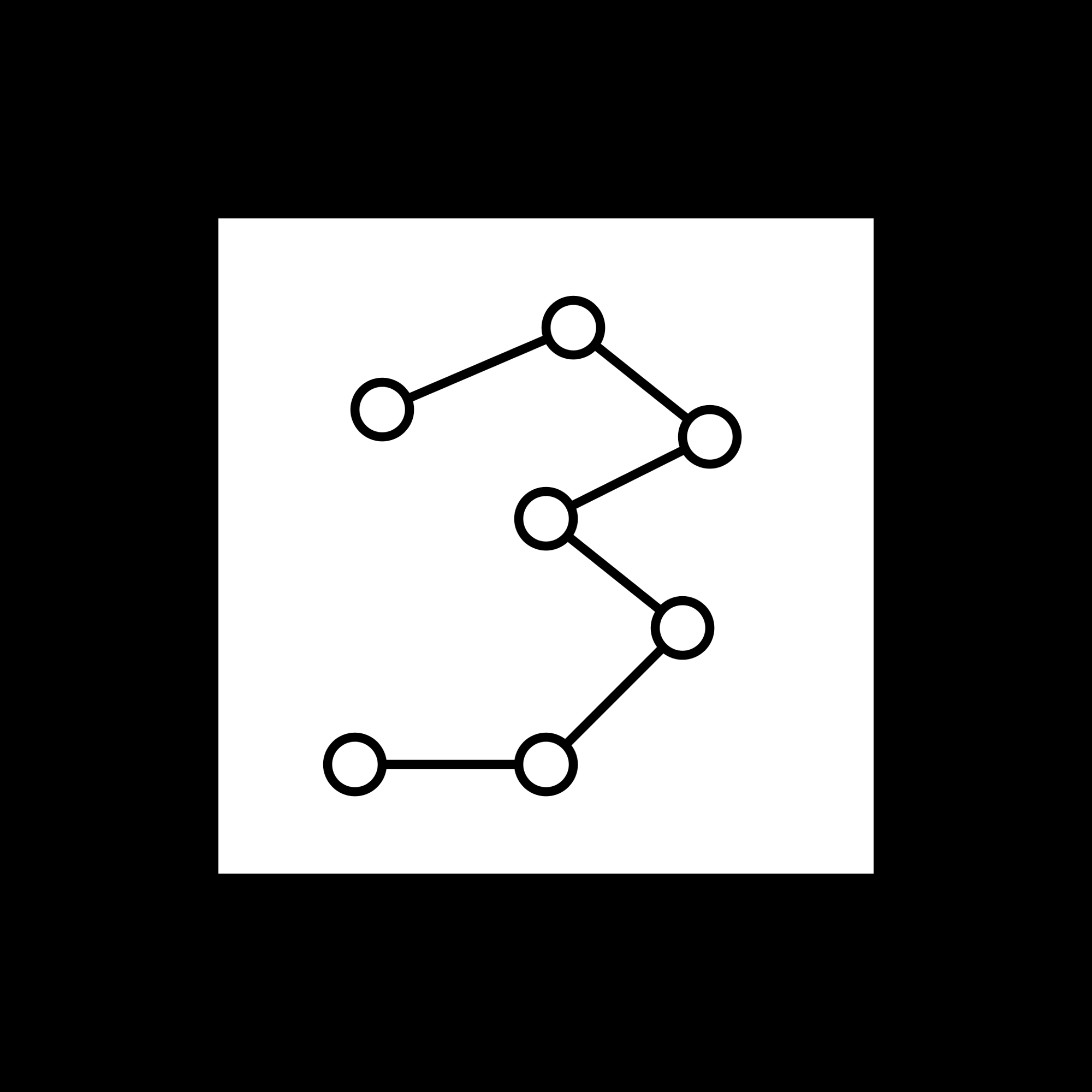
Ha Noi (Hà Nội tỉnh, 河內省)
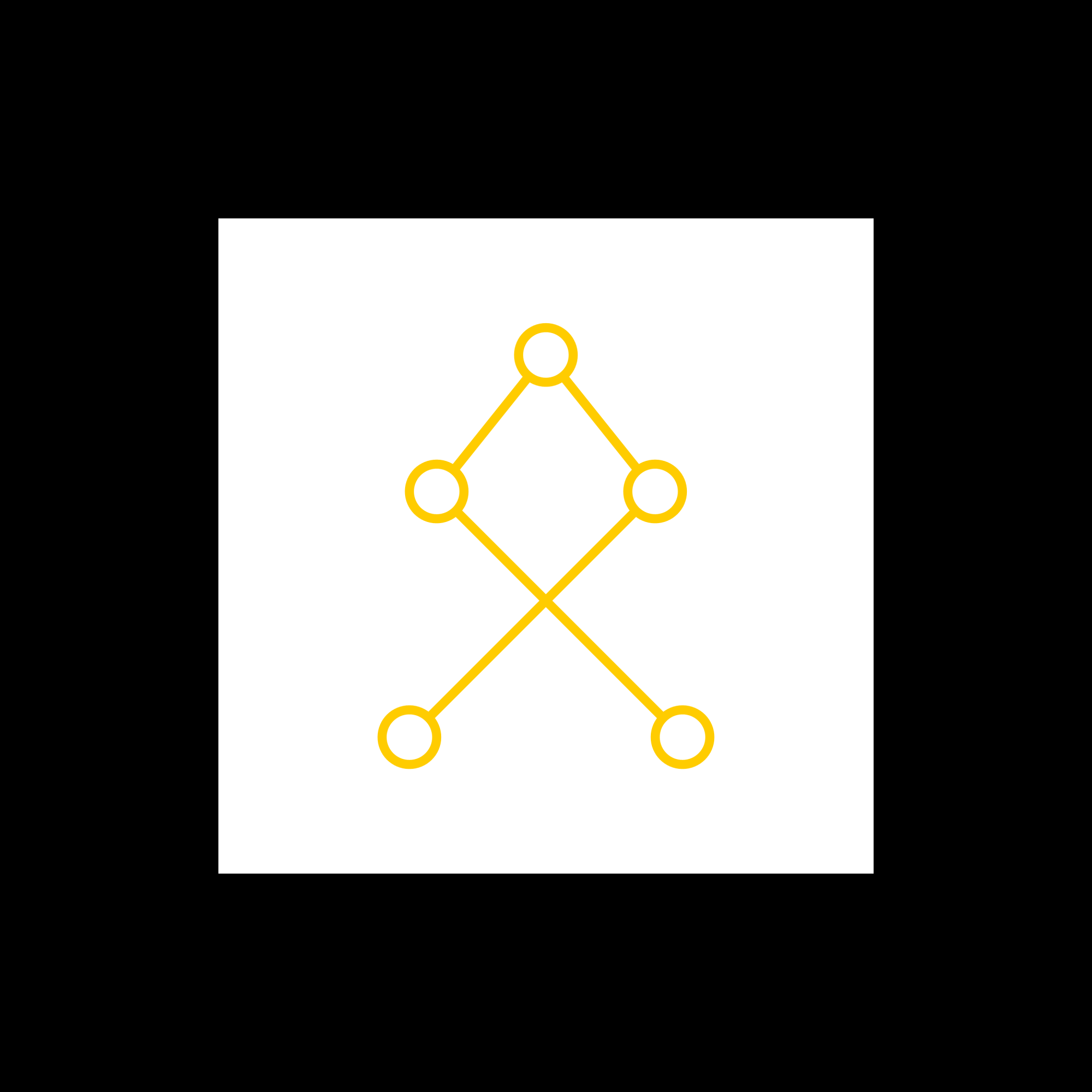
Lang Son (Lạng Sơn tỉnh, 諒山省)
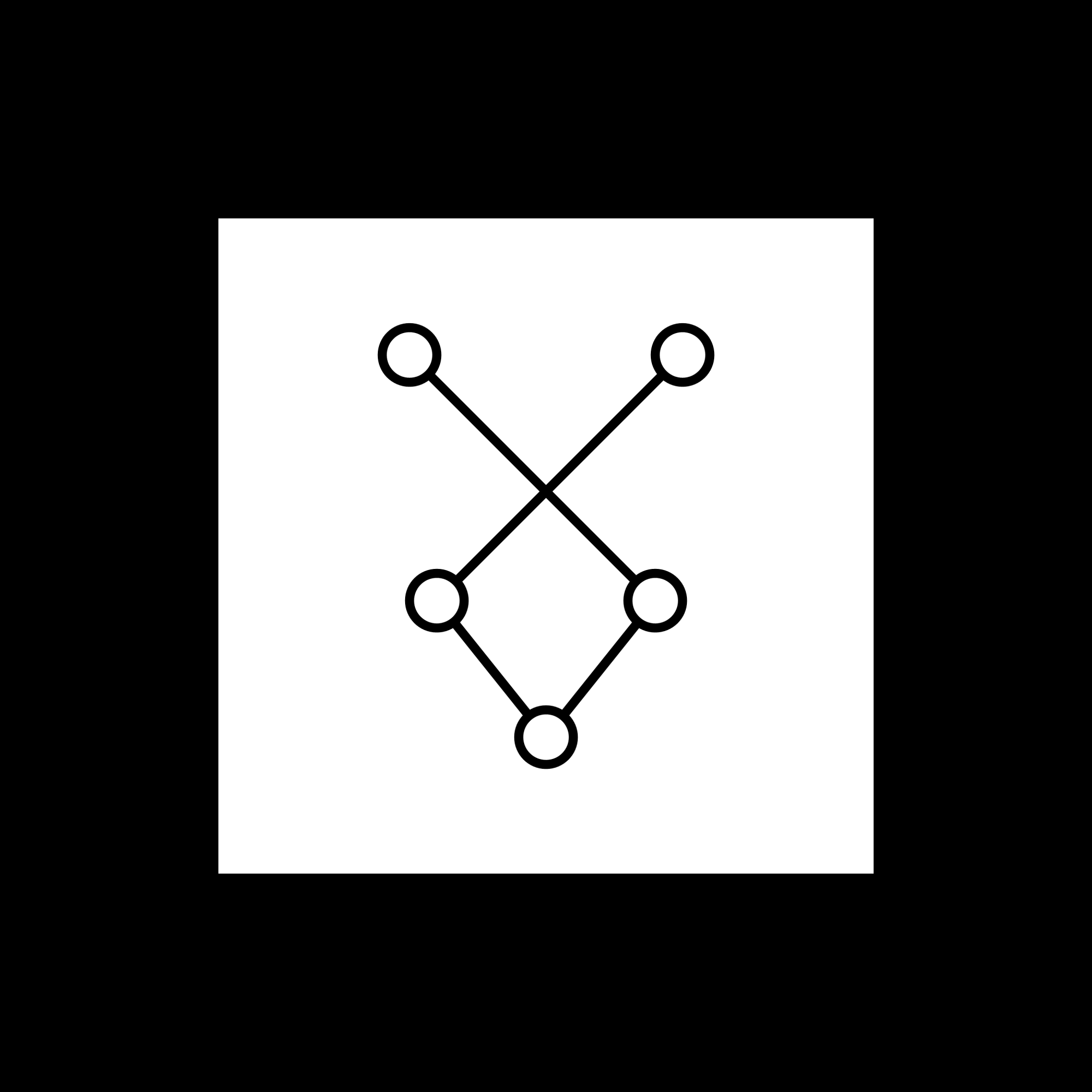
Bac Ninh (Bắc Ninh tỉnh, 北寧省)
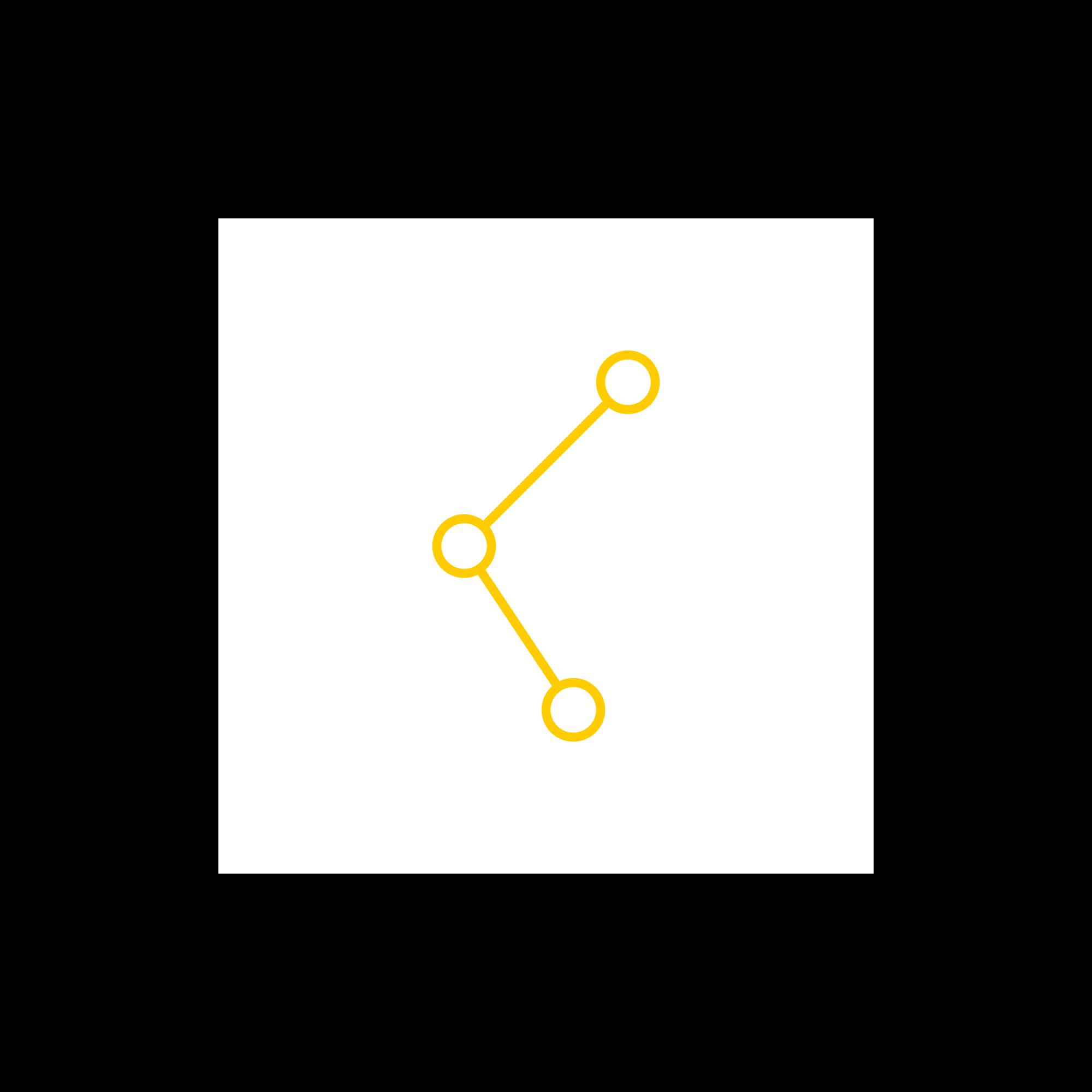
Sontay (Sơn Tây tỉnh, 山西省)
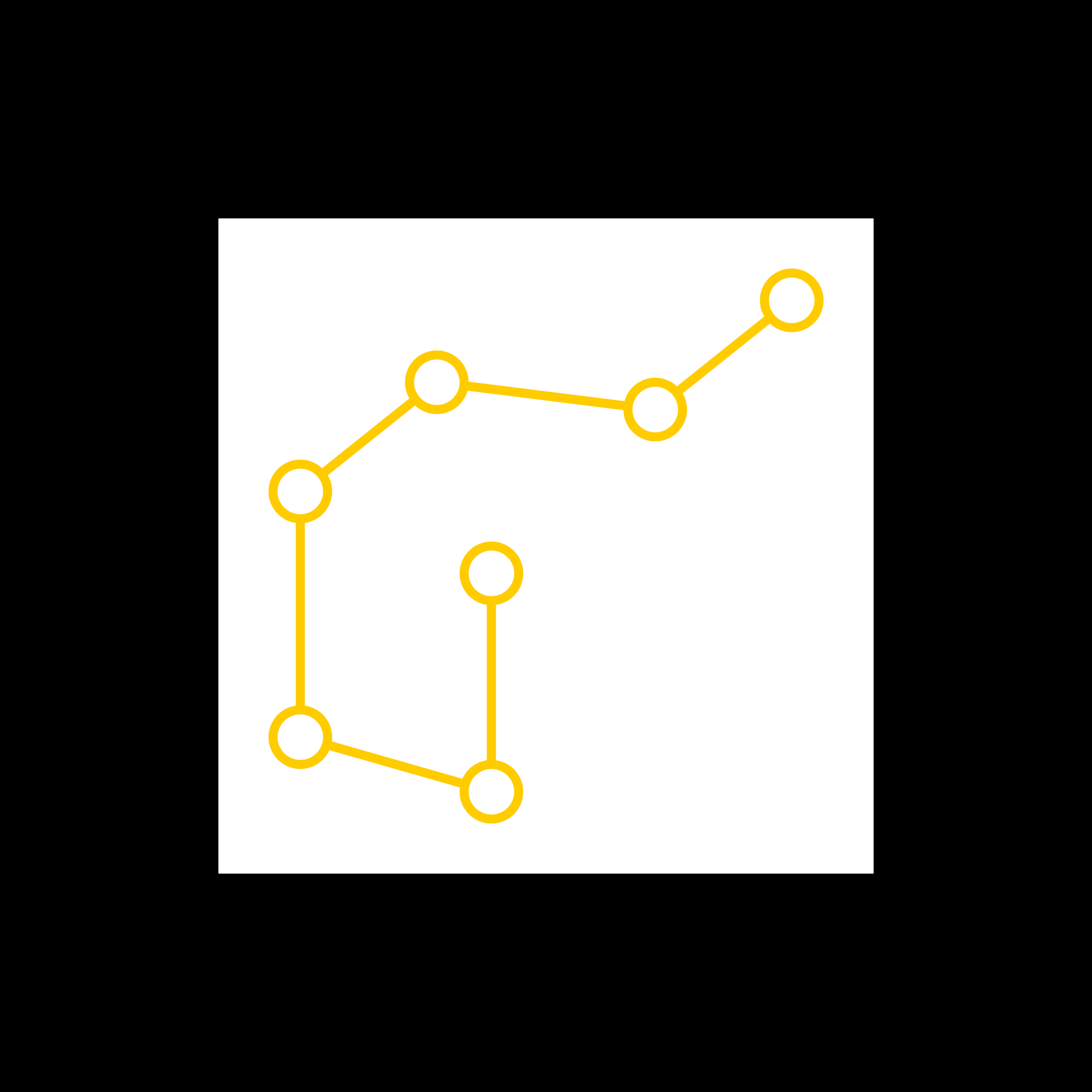
Hai Duong (Hải Dương tỉnh, 海陽省)
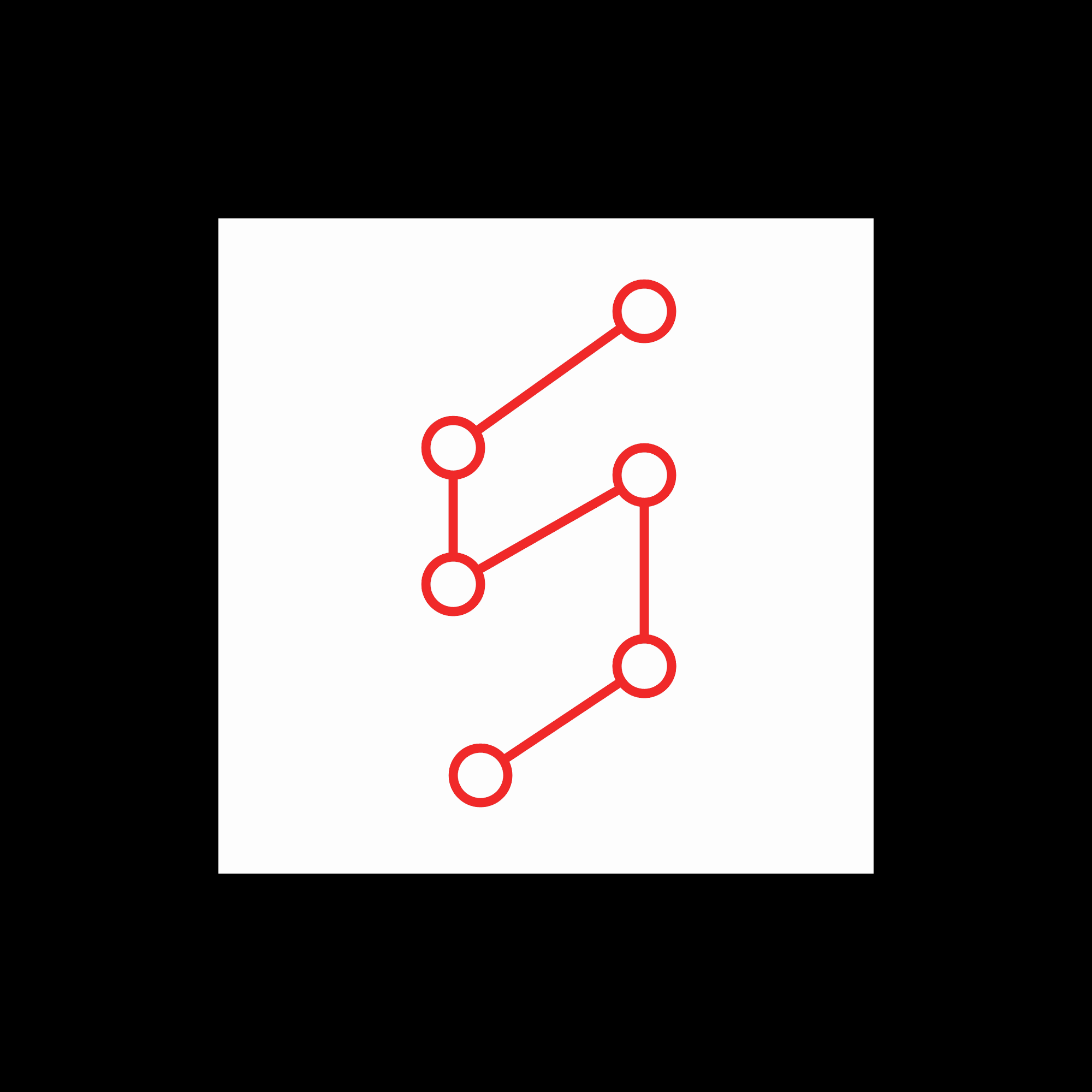
Nam Dinh (Nam Định tỉnh, 南定省)

## Provinces de la région du Centre

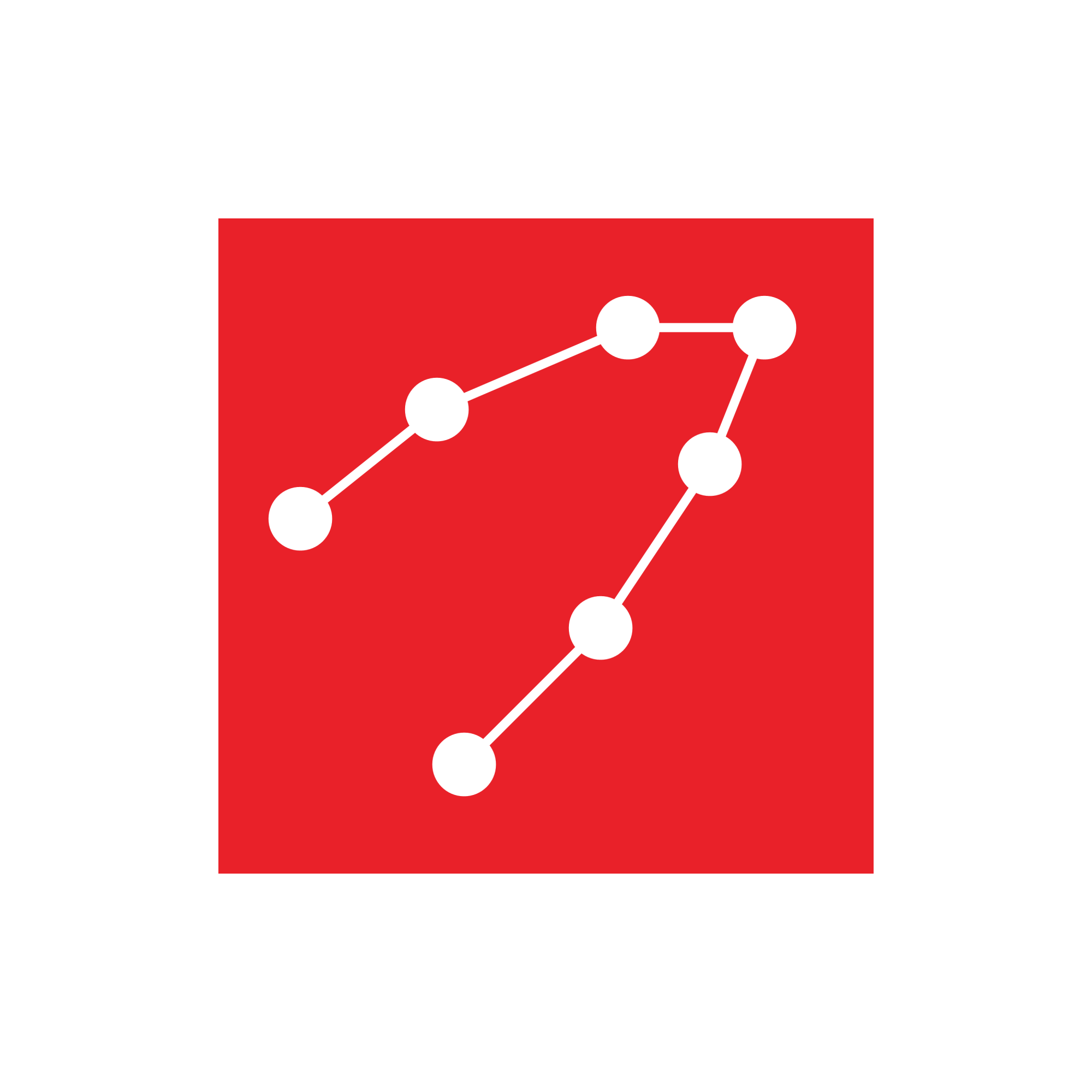
Thanh Hoa (Thanh Hóa tỉnh, 清化省)
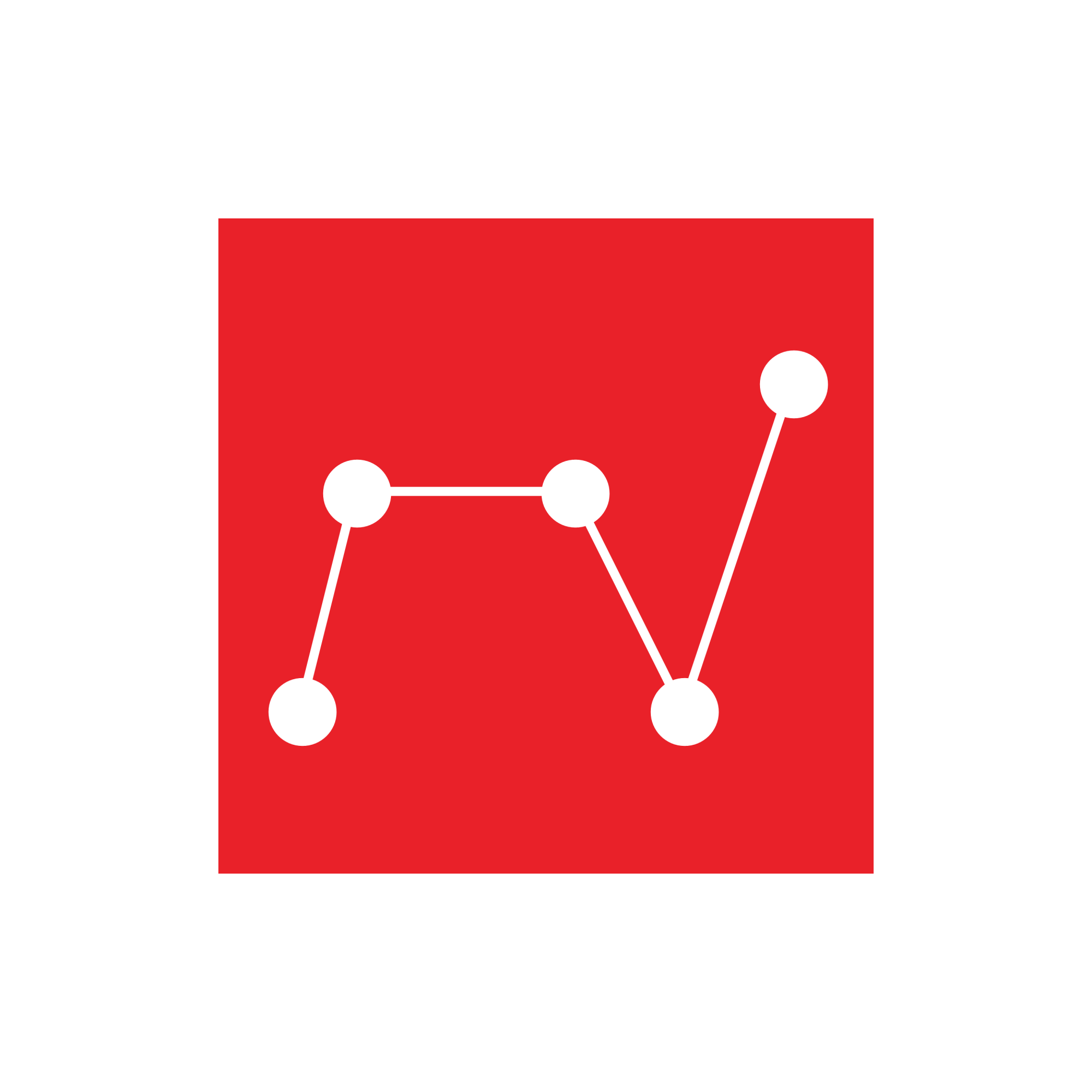
Nghệ An (Nghệ An tỉnh, 乂安省)
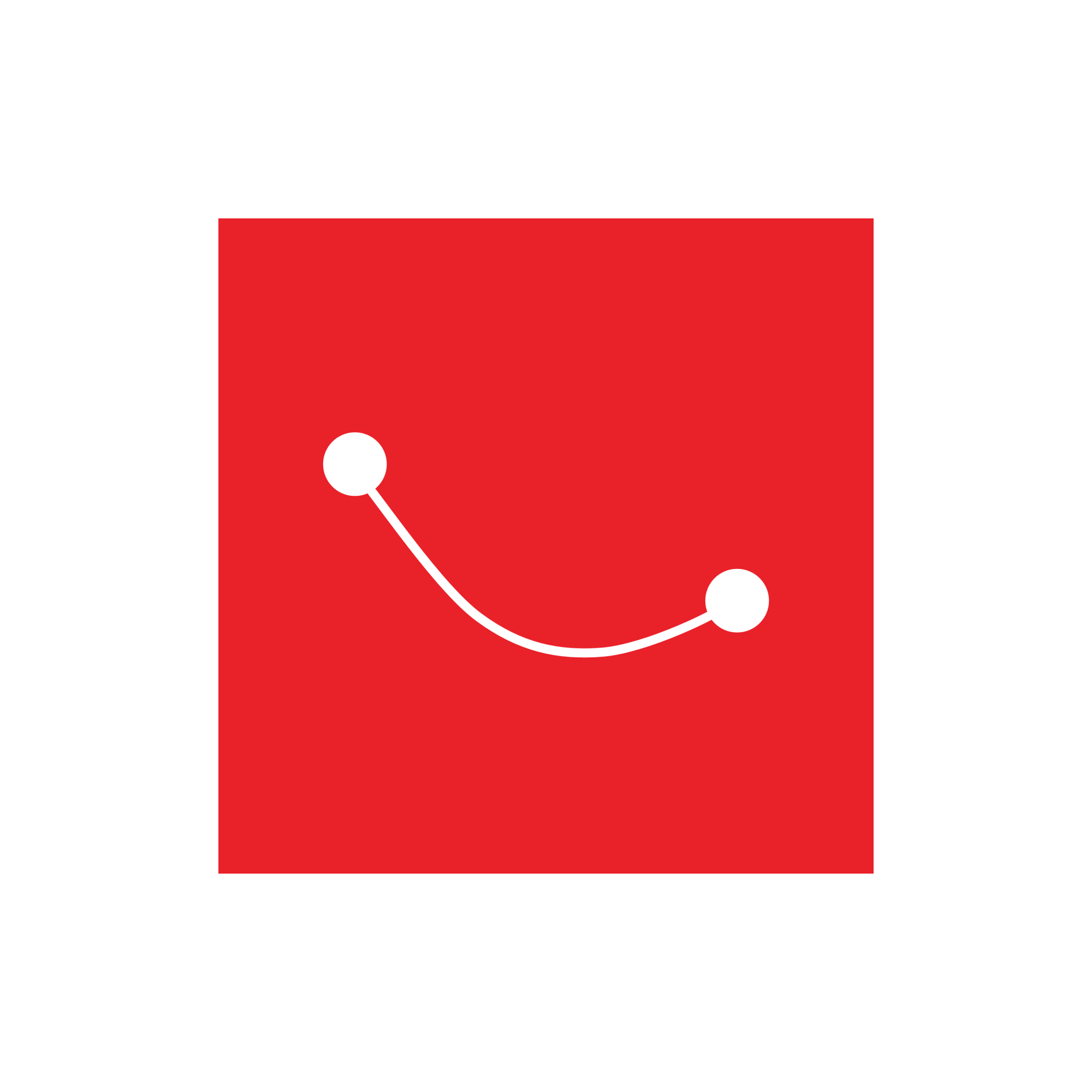
Ha Tinh (Hà Tĩnh tỉnh, 河靜省)

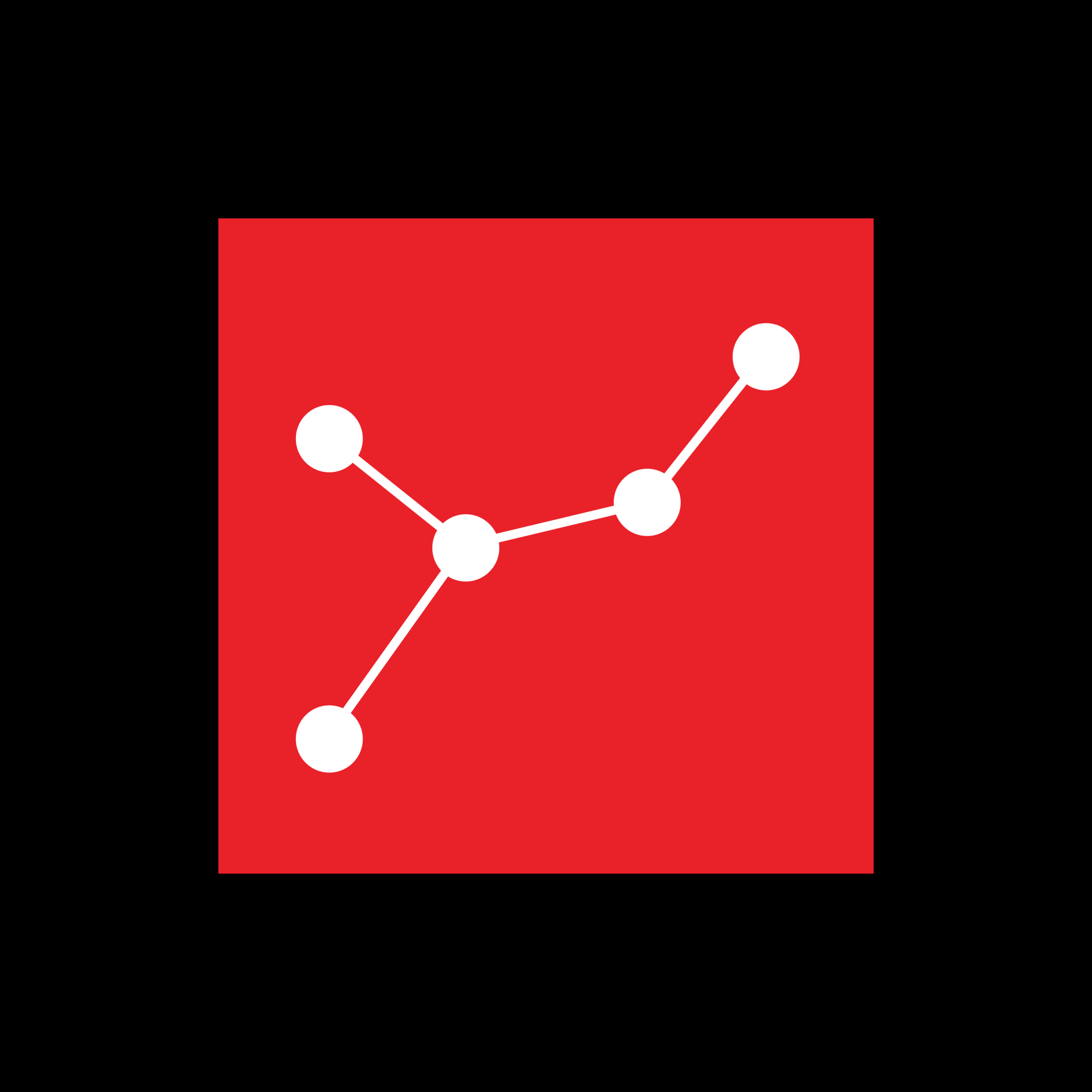
Binh Dinh (Bình Định tỉnh, 平定省)
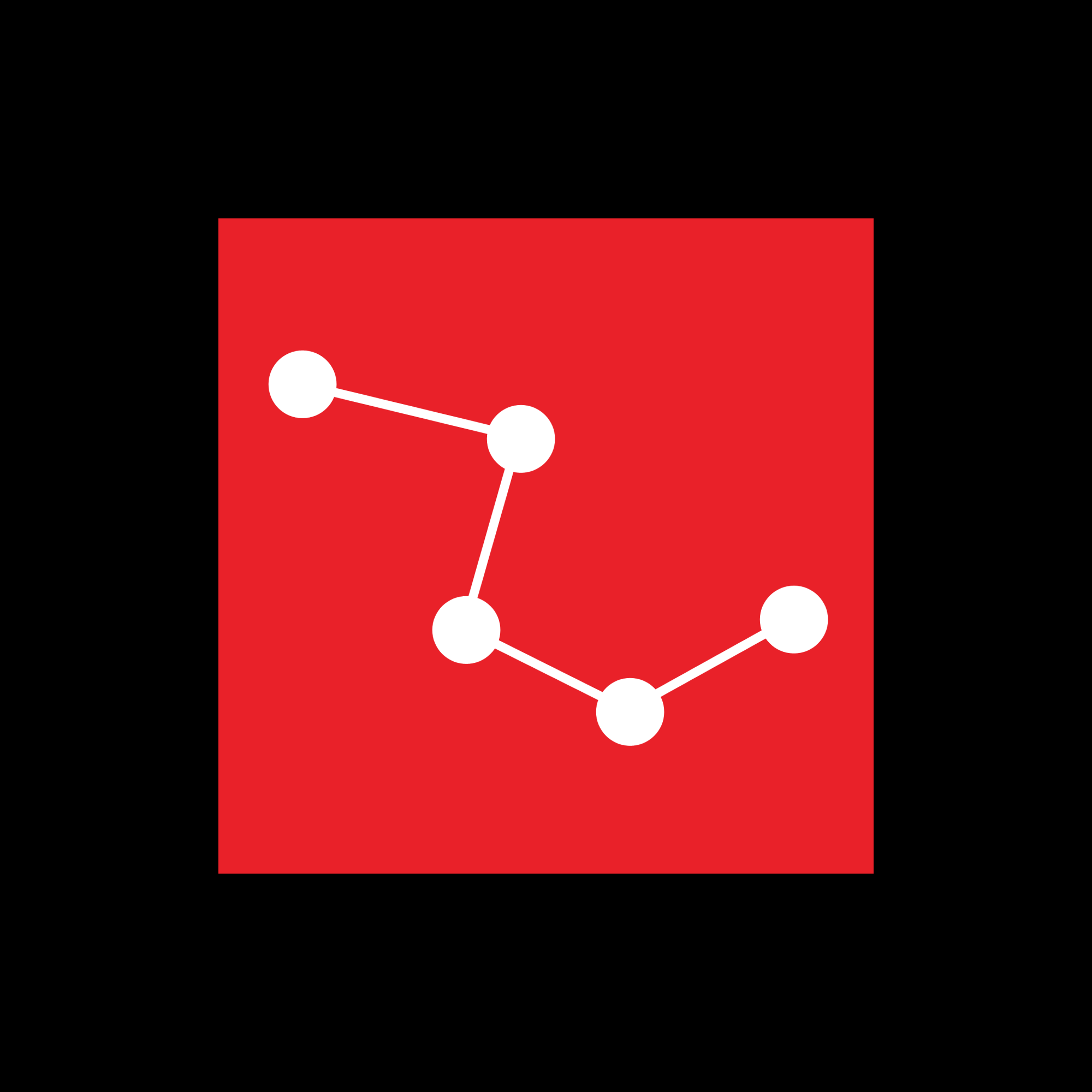
Phu Yen (Phú Yên tỉnh, 富安省)
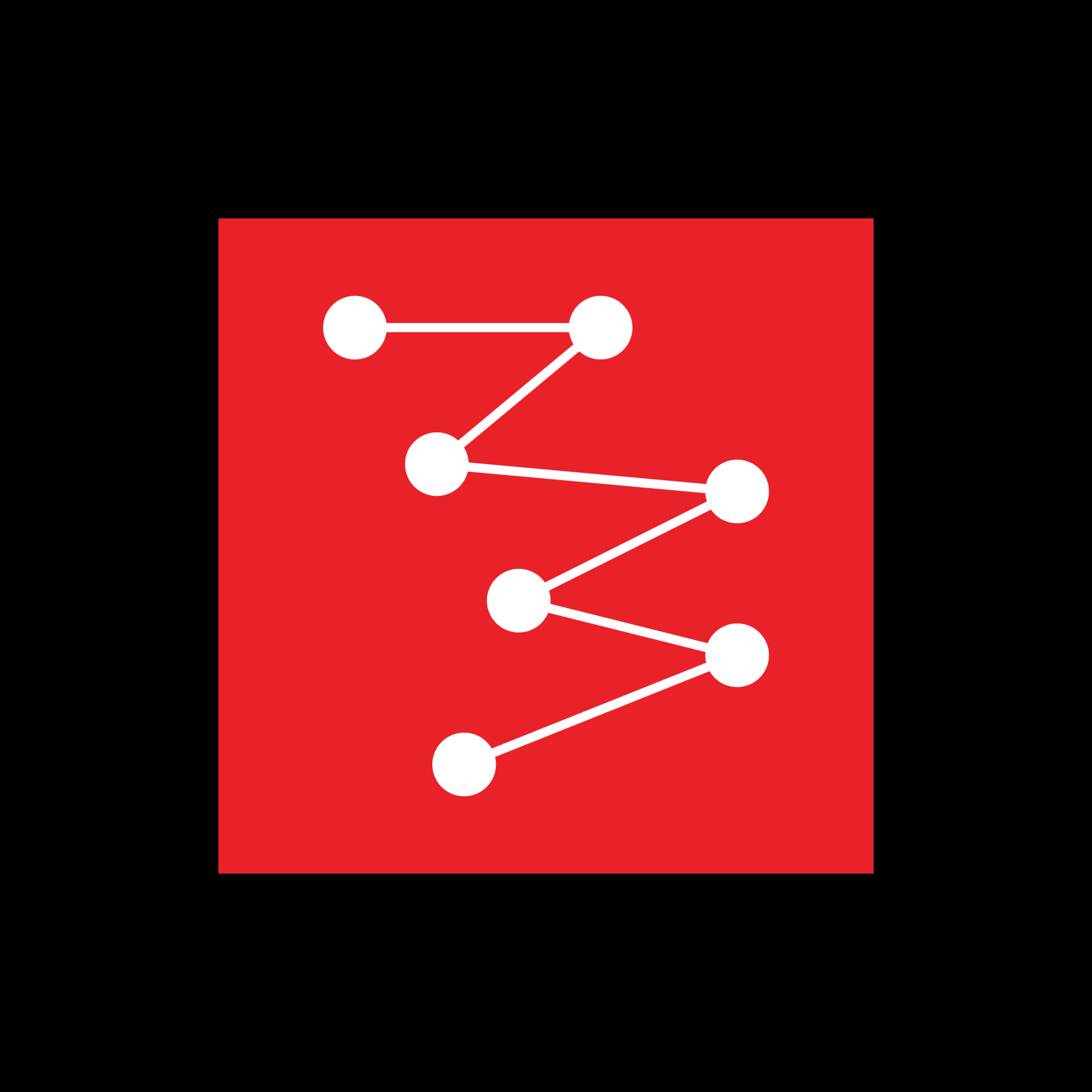
Khanh Hoa (Khánh Hòa tỉnh, 慶和省)
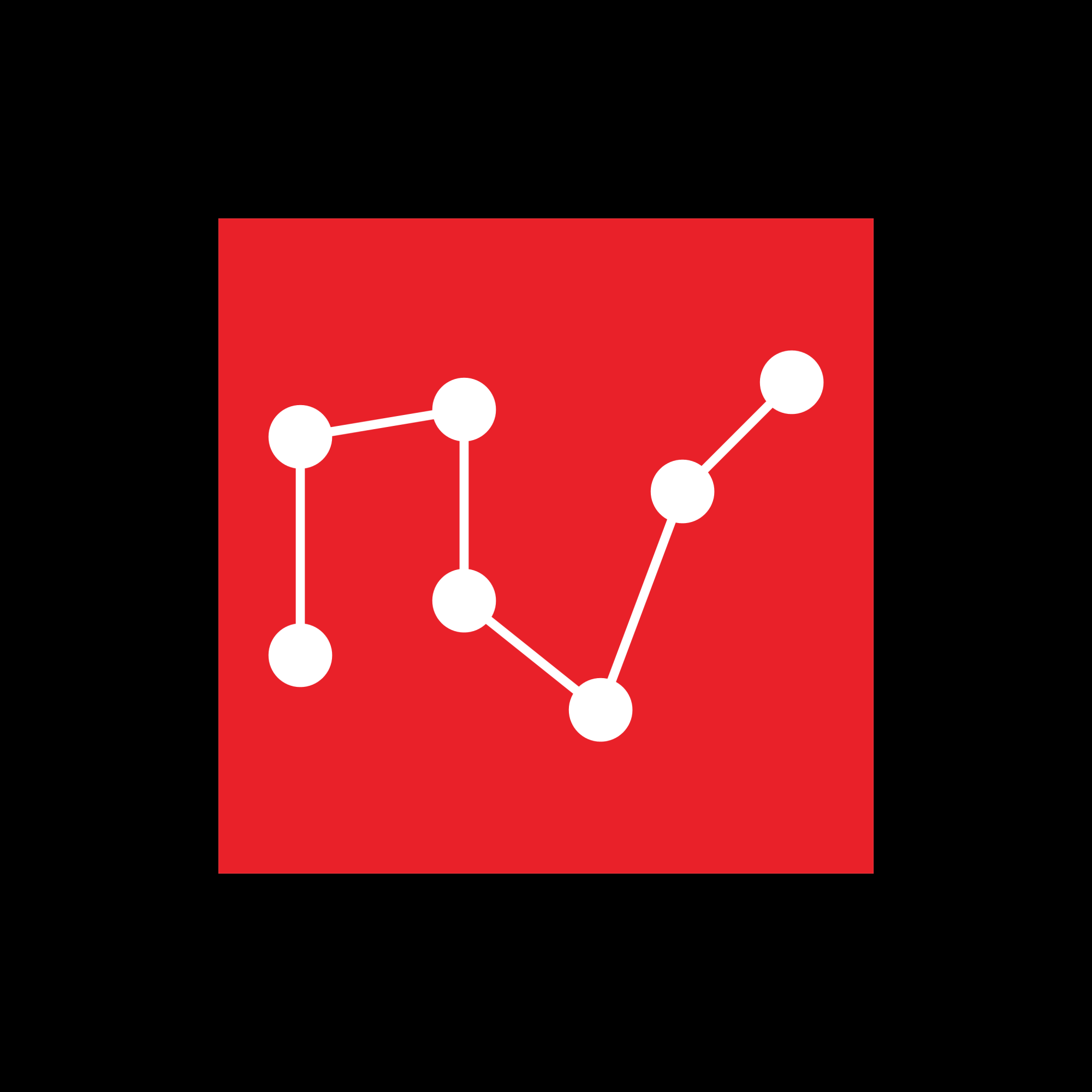
Binh Thuan (Bình Thuận tỉnh, 平順省)